# Flughafen Šiauliai

i8
i11
i13
Der Flughafen Šiauliai (auch Flughafen Zokniai, litauisch Šiaulių oro uostas, IATA-Code: SQQ, ICAO-Code: EYSA) ist ein Flughafen in Litauen 7 km südöstlich von Šiauliai, der sowohl zivil als auch militärisch genutzt wird. Er liegt im Norden des Landes zirka 40 km südlich der Staatsgrenze zu Lettland. Betreiber ist das Kommunalunternehmen (Savivaldybės įmonė) Šiaulių oro uostas.

## Geschichte
Der Flughafen Šiauliai wurde 1931 als Militärflugplatz der litauischen Luftstreitkräfte eröffnet. Im Januar 1941, nach der sowjetischen Okkupation Litauens, übernahm die sowjetische Luftwaffe den Flugplatz und stationierte das 10 IAP (Jagdfliegerregiment) und das 46 SBAP (Bombenfliegerregiment) hier. 
Am 22. Juni 1941, dem ersten Tag des Unternehmens Barbarossa, zerstörte die deutsche Luftwaffe große Teile der sowjetischen Flugzeuge am Boden, vor allem Polikarpow I-15 und I-16. Am 26. Juni erreichten deutsche Bodentruppen den Flugplatz und eroberten ihn. Anschließend richtete die Luftwaffe eine Fliegerhorstkommandantur ein, die mit Hilfe von ungefähr 500 jüdischen Zwangsarbeitern aus Šiauliai, den Flugplatz wieder instand setzte. Als Fliegerhorst Schaulen diente er der Luftwaffe als Basis für fliegende Verbände im weiteren Verlauf des Krieges. Ab Juli lag der Stab des I. Fliegerkorps hier.
Die folgende Tabelle zeigt eine Auflistung aller fliegender aktiver Einheiten (ohne Schul- und Ergänzungsverbände) der Luftwaffe, die hier zwischen 1941 und 1944 stationiert waren.
| von          | bis        | Einheit                   | Ausrüstung            |
| ------------ | ---------- | ------------------------- | --------------------- |
| Juni 1941    | Juni 1941  | I./JG 54                  | Messerschmitt Bf 109F |
| Juli 1941    | Juli 1941  | Kampfgeschwader 76        | Junkers Ju 88A        |
| April 1942   | April 1942 | KGr. z.b.V. 8             | Junkers Ju 52/3m      |
| April 1942   | April 1942 | KGr. z.b.V. 800           | Junkers Ju 52/3m      |
| April 1942   | April 1942 | KGr. z.b.V. 900           | Junkers Ju 52/3m      |
| Januar 1944  | April 1944 | Stab/KG 53                | Heinkel He 111H       |
| Januar 1944  | Mai 1944   | II./KG 53                 | Heinkel He 111H       |
| Februar 1944 | Mai 1944   | III./KG 53                | Heinkel He 111H       |
| April 1944   | Mai 1944   | III./TG 4                 | Junkers Ju 52/3m      |
| Mai 1944     | Juli 1944  | Transportfliegergruppe 10 |                       |
| Juli 1944    | Juli 1944  | II./SG 3                  | Focke-Wulf Fw 190F    |

Am 28. Juli 1944 eroberte die Rote Armee den Flugplatz wieder zurück. Nach dem Krieg ließ die Sowjetunion ihn zu einem großen strategischen Militärflughafen ausbauen. Bis 1957 wurden zwei 3500 m lange Start- und Landebahnen errichtet. Neben Jagdflugzeugen und Jagdbombern waren hier auch strategische Interkontinentalbomber Mjassischtschew M-4, Tankflugzeuge sowie Stör- und Frühwarnflugzeuge stationiert. Damals wurden auf dem Flughafengelände auch Atombomben bereitgehalten.
In den Jahren 1990/91 zerfiel die Sowjetunion. Litauen erklärte am 11. März 1990 als erstes Land seinen Austritt aus der UdSSR und seine staatliche Unabhängigkeit. Nach dem Abzug der sowjetischen/russischen Truppen aus Litauen nutzt das Land die Basis wieder für die neu aufgebauten eigenen Luftstreitkräfte.

## Aktuelle Nutzung

### Militärische Nutzung
Im Zuge des Beitritts Litauens zur NATO im Jahre 2004 übernahm das litauische Militär den Flughafen Šiauliai. Šiauliai wurde zur Basis der Litauischen Luftstreitkräfte. Zudem sind hier im Rahmen des Air Policing Baltikum rotierende Schwärme von Jagdflugzeugen der NATO-Partner zur Luftraumüberwachung der drei baltischen Staaten stationiert. 
Seit dem NATO-Beitritt wurde der Platz schrittweise modernisiert und erweitert. Zuletzt wurde 2025 bekannt, dass bis 2030 weitere 300 Millionen Euro in den Ausbau investiert werden.

### Zivile Nutzung
An diesem Flughafen gibt es derzeit keine regulären Passagierflüge. Der Flughafen wird in geringem Maße als Fracht- und Transitflughafen für Zwischenlandungen, z. B. zum Auftanken, genutzt.